# Гармен Аджар
Аджар Гермен (тур. Acar Germen) (23 червня 1937, Стамбул, Туреччина) — турецький дипломат. Надзвичайний і Повноважний Посол Туреччини в Україні в 1992—1997.

## Біографія
Народився 23 червня 1937 в Стамбулі. У 1959 закінчив університет, факультет політичних наук.
З 1961 по 1963 3-й, 2-й секретар Департаменту економіки МЗС Туреччини.
З 1963 по 1964 — 2-й секретар посольства Туреччини в Будапешті.
З 1964 по 1967 — віцеконсул Туреччини в Мілані.
З 1967 по 1970 — 2-й, 1-й секретар Департаменту Середнього Сходу і Африки МЗС Туреччини.
З 1970 по 1973 — 1-й секретар, радник посольства Туреччини в Ізраїлі.
З 1973 по 1974 — генеральний консул Туреччини в Дюссельдорфі.
З 1974 по 1976 — помічник начальника Департаменту інформації МЗС Туреччини.
З 1976 по 1978 — радник посольства Туреччини в Ірані.
З 1978 по 1980 — радник посольства Туреччини в Алжирі.
З 1980 по 1983 — начальник відділу Управління економічного і технічного співробітництва МЗС Туреччини.
З 1983 по 1987 — генеральний консул Туреччини в Ганновері.
З 1987 по 1988 — співробітник відділу кадрів МЗС Туреччини.
З 1988 по 1990 — начальник консульського відділу МЗС Туреччини.
З 1990 по 1992 — помічник генерального директора, генеральний директор Управління консульських, юридичних і соціальних справ МЗС Туреччини.
З 23.04.1992 по 1997 — Надзвичайний і Повноважний Посол Туреччини в Україні